# 川島浩
川島 浩（かわしま ひろし、1925年8月26日 - 2003年9月19日）は日本の写真家。
田村茂に師事し、写真批評家協会新人賞、日本写真協会年度賞受賞。日本写真家協会会友、日本リアリズム写真集団理事長などを歴任。
岩手県二戸郡一戸町字小繋の農民の長年にわたる入会権闘争に取材した作品は、中村一夫監督のドキュメンタリー映画『こつなぎ 山を巡る百年物語』（山形国際ドキュメンタリー映画祭2009特別招待作品）に活かされた。

## 経歴
1925年、東京に生まれる。
1947年、東京高等農林学校（現 東京農工大学農学部）林学科卒業。。
1952年、メーデー事件撮影。
1959年、群馬県の島小学校（斎藤喜博校長）の写真による個展「未来誕生」にて写真批評家協会新人賞受賞。
1979年、京都府立与謝の海養護学校を取材した写真集『ぼくらはみんな生きている』で、日本写真協会年度賞受賞。
2001年、日本リアリズム写真集団理事長に就任。
2003年9月19日、胃癌のため死去。

## 主な個展
- 1962年、岩手県二戸郡一戸町字小繋の農民の長年にわたる入会権闘争に取材した個展「北方の農民」。
- 1973年、ラオス解放区を取材した個展「洞窟を出た人びと」開催。
- 1984年、埼玉県さくら・さくらんぼ保育園を取材した個展「ヒトが人間になる」開催。
- 1993年、個展「ふるさとの詩」開催。
- 2005年4月から5月、日本カメラ博物館ギャラリーが企画展・川島浩作品展「未来誕生」を開催。

## 主な著書
- 『未来誕生―島小の教師と子どもの記録 写真集』(1960年、麦書房)
- 『いのち、この美しきもの―写真集 群馬県境小学校の子どもたち』(1974年、筑摩書房)
- 『明日を拓く子ら―さくら/さくらんぼ保育園の実践』斎藤公子・文 (1976年、あゆみ出版)
- 『ヒトが人間になる―写真集 さくら・さくらんぼ保育園の365日』斎藤公子・文 (1984年、太郎次郎社エディタス)
- 『シャッターを切る心』川島浩・写真・文  (2002年、創風社)

## 注
1. 1 2  『現代物故者事典2003～2005』（日外アソシエーツ、2006年）p.181
2. ↑  書評『シャッターを切る心』創風社サイト
3. ↑  作品展「未来誕生」解説JCIIフォトサロンサイト内
4. ↑  作品のあらすじ映画「こつなぎ」ブログ
5. 1 2 3 4  前掲 作品展解説
6. ↑  川島浩の写真に見る山の恵みと人々の暮らし東京農工大学科学博物館 企画展 プレスリリース
7. ↑  日本リアリズム写真集団概要